# Långnäbbad gärdsmyg
Långnäbbad gärdsmyg (Cantorchilus longirostris) är en fågel i familjen gärdsmygar inom ordningen tättingar.

## Utseende och läte
Långnäbbad gärdsmyg är en rätt stor gärdsmyg med lång stjärt och, som namnet avslöjar, lång näbb. Tydligt ögonbrynsstreck kontrasterar med mörkbrun hjässa och ljusare strupe. Ovansidan är rostbrun, undersidan beigefärgad, med tvärband på vingar och stjärt. Sången som vanligen elvereras i duett består av en högljudd kombination av melodiska visslingar.

## Utbredning och systematik
Långnäbbad gärdsmyg delas upp i två underarter:
- Cantorchilus longirostris bahiae – nordöstra Brasilien (Ceará och östra Piauí till norra Bahia och Alagoas)
- Cantorchilus longirostris longirostris – kustnära sydöstra Brasilien (östra Minas Gerais till södra Bahia och norra Paraná)

### Släktestillhörighet
Tidigare placerades arten i Thryothorus, men DNA-studier visar att arterna i släktet inte är varandras närmaste släktingar, varför Thryothorus delats upp på flera mindre släkten, bland annat Cantorchilus.

## Levnadssätt
Långnäbbad gärdsmyg hittas i kanter av tät skog, ungskog, öppen skog och mangroveskogar. Där är den vanligen svår att få syn på.

## Status
Arten har ett stort utbredningsområde och internationella naturvårdsunionen IUCN kategoriserar arten som livskraftig. Beståndsutvecklingen är dock oklar.